# Kívánság (film)
A Kívánság (eredeti cím: Wish) 2023-ban bemutatott amerikai animációs zenés fantasyfilm, amelyet a Walt Disney Animation Studios gyártásában a Walt Disney Pictures forgalmaz. A stúdió 62. animációs filmje, Jennifer Lee és Allison Moore forgatókönyvéből Chris Buck és az elsőfilmes Fawn Veerasunthorn rendezte, Peter Del Vecho és Juan Pablo Reyes produceri közreműködésével. A film vizuális stílusa a számítógépes animációt a Disney klasszikus akvarell animációjával ötvözi. A fontosabb szereplők eredeti hangját Ariana DeBose, Chris Pine, Alan Tudyk, Angelique Cabral, Victor Garber, Natasha Rothwell, Jennifer Kumiyama, Harvey Guillén, Evan Peters, Ramy Youssef és Jon Rudnitsky kölcsönzi.
A film középpontjában egy 17 éves lány, Asha áll, aki az idillikusnak tűnő Rózsák királyságában él, amely felett a leghatalmasabb élő mágusból lett király, Magnifico uralkodik. Magnifico látszólag kedves, szeretetteljes a népével, lelke mélyén azonban sötét titok lappang. Erre a titokra bukkan rá mintegy véletlenül a főhős, Asha, aki egy szenvedélyes fohászt intéz a csillagokhoz, hogy a nehézségekkel megbirkózhasson.
A Kívánság készítéséről először 2022 januárjában számoltak be, amikor kiderült, hogy Lee eredeti filmet ír a Walt Disney Animation Studiosnál. 2022 szeptemberében hivatalosan is bejelentették a projektet, és a szinkronszínészek nevei mellett a címet is nyilvánosságra hozták. Buckot és Veerasunthornt, akik társrendezőként, illetve story artistként dolgoztak együtt Lee-vel a Jégvarázs (2013) című filmen, még ugyanabban a hónapban megerősítették rendezőként. Moore-t később szerződtették, hogy Lee-vel együtt írja a forgatókönyvet. A filmet a Disney 100. évfordulója ihlette, ami összeköti a legtöbb Disney-filmet átható egyik legfontosabb témát – a kívánságok valóra válását. Julia Michaels és Benjamin Rice-t szerződtették a film dalainak megírására, míg a Disney gyakori hangszerelője, David Metzger komponálta a filmzenét.
Az Egyesült Államokban 2023. november 22-én, míg Magyarországon egy nappal később mutatták be a mozikban.

## Szereplők
| Szereplő         | Eredeti hang      | Magyar hang       |
| ---------------- | ----------------- | ----------------- |
| Asha             | Ariana DeBose     | Kardffy Aisha     |
| Magnifico király | Chris Pine        | Szabó Máté        |
| Valentino        | Alan Tudyk        | Dézsy Szabó Gábor |
| Amaya királyné   | Angelique Cabral  | Molnár Gyöngyi    |
| Sabino           | Victor Garber     | Csuha Lajos       |
| Sakina           | Natasha Rothwell  | Nádasi Veronika   |
| Dahlia           | Jennifer Kumiyama | Gubik Petra       |
| Gabo             | Harvey Guillén    | Szemenyei János   |
| Hal              | Niko Vargas       | Fekete Linda      |
| Simon            | Evan Peters       | Baráth István     |
| Safi             | Ramy Youssef      | Sánta László      |
| Dario            | Jon Rudnitsky     | Pál Tamás         |
| Bazeema          | Della Saba        | Magyar Viktória   |
| Sania            | Nasim Pedrad      | Czető-Fritz Éva   |

### Magyar változat
- Magyar szöveg: Dittrich-Varga Fruzsina
- Magyar dalszöveg: Nádasi Veronika
- Felvevő hangmérnök: Bogdán Gergő
- Vágó: Kránitz Bence
- Gyártásvezető: Bogdán Anikó
- Zenei rendező: Posta Victor
- Szinkronrendező: Dobay Brigitta
- Produkciós vezető: Máhr Rita

A szinkront a Disney Character Voices International megbízásából az Iyuno Hungary készítette.

## Zene
| Magyar                   | Magyar | Angol                      | Angol |
| Dal                      | Előadó | Dal                        | Előadó |
| ------------------------ | --- | -------------------------- | --- |
| Hív e mesés királyság    | Kardffy Aisha | Welcome to Rosas           | Ariana DeBose |
| Fénylő láng              | Kardffy Aisha Szabó Máté | At All Costs               | Ariana DeBose Chris Pine |
| Szól egy kívánság        | Kardffy Aisha | This Wish                  | Ariana DeBose |
| Csillagfény              | Dézsy Szabó Gábor Csuha Borbála Kocsis Dénes Posta Victor Csifó Dorina Náray Erika Fábián Nikolett Györfi Erik                                           | I’m a Star                 | Alan Tudyk Chorus |
| Sosem becsülnek meg      | Szabó Máté | This Is the Thanks I Get?! | Chris Pine |
| Többé már nem versz át   | Kardffy Aisha Molnár Gyöngyi Gubik Petra Szemenyei János Sánta László Pál Tamás Magyar Viktória Fekete Linda Czető-Fritz Éva                             | Knowing What I Know Now    | Ariana DeBose Angelique Cabral Niko Vargas Harvey Guillén Jennifer Kumiyama Jon Rudnitsky Della Saba Ramy Youssef                                |
| Szól egy kívánság (ism.) | Kardffy Aisha Nádasi Veronika Csuha Lajos Molnár Gyöngyi Gubik Petra Szemenyei János Sánta László Pál Tamás Magyar Viktória Fekete Linda Czető-Fritz Éva | This Wish (Reprise)        | Ariana DeBose Natasha Rothwell Victor Garber Angelique Cabral Niko Vargas Harvey Guillén Jennifer Kumiyama Jon Rudnitsky Della Saba Ramy Youssef |
| A Wish Worth Making      | Eredeti nyelven | A Wish Worth Making        | Julia Michaels |